# Tusciano
A Tusciano egy folyó Olaszország Campania régiójában. A Picentini-hegységből ered, forrásvidéke 1790 m magasságban van. A hegység gyorsvizű patakait gyűjti össze. Salerno városától délre ömlik a Tirrén-tengerbe. Battipaglia város folyója, emiatt gyakran Battipaglia-folyóként is emlegetik.